# Phyllophilopsis anomala
Phyllophilopsis anomala är en tvåvingeart som först beskrevs av Townsend 1939.  Phyllophilopsis anomala ingår i släktet Phyllophilopsis och familjen parasitflugor. Inga underarter finns listade i Catalogue of Life.